# Angelo Bo
Angiolo Bo (Sestri Levante, 21 maggio 1801 – Genova, 17 dicembre 1874) è stato un medico e politico italiano.

## Opere
- Le quarantene ed il cholera morbus, Genova, 1835
- Sulle quarantene e sul modo di riformarle, Genova, 1849
- Sulla peste, le epidemie, i contagi..., Genova, 1864 - Ristampa postuma, Roma, 1885 (La peste e la pubblica preservazione.)